# Good Mourning
Good Mourning är ett album av det amerikanska punkbandet Alkaline Trio som släpptes år 2003. 

## Låtlista
1. "This Could Be Love" - 3:47
2. "We've Had Enough" - 2:51
3. "One Hundred Stories" - 3:41
4. "Continental" - 3:28
5. "All on Black" - 4:00
6. "Emma" - 2:42
7. "Fatally Yours" - 2:16
8. "Every Thug Needs a Lady" - 3:19
9. "Blue Carolina" - 3:28
10. "Donner Party (All Night)" - 2:45
11. "If We Never Go Inside" - 3:47
12. "Blue in the Face" - 3:02
13. "Dead End Road" (Bonusspår Storbritannien)
14. "Old School Reasons" (Bonusspår Storbritannien)